# Жестова живопис
Жестовата живопис, наричана още жестова абстракция, също гравитационна абстракция или живопис на действието, е стил на рисуване.
В него боята е спонтанно и интуитивно напръскана, дрипирана, намазана или положена чрез капене, изливане, избърсване или замеряне върху платното, вместо да бъде внимателно, преднамерено нанесена.
Резултатът подчертава физическото действие на рисуването, като основен аспект на завършената работа или загриженост на нейния художник. Този вид абстракция се отнася до начина, по който се създава произведението. Това е процес, а не течение в изобразителното изкуство. Важно е не нарисуваното изображение, а методът, с който е създадено.
За нанасяне на боята може да се използва също четка, пръчка, длан, пръсти или цялото тяло.
Стилът е широко разпространен от 40-те до 60-те години на 20. век и е тясно свързан с абстрактния експресионизъм (някои критици използват взаимозаменяемо изразите „екшън-живопис“ и „абстрактен експресионизъм“).
Видни представители на този стил са: Франк Аврай Уилсън, Норман Блум, Джеймс Брукс, Никола Кароун, Илейн де Коонинг, Вилем де Кунинг, Пърл Файн, Сам Франсис, Майкъл Голдбърг, Уилям Грийн, Исмаил Гулже, Филип Густън, Грейс Хартиган, Франц Клайн, Албърт Котин, Лий Краснер, Алфред Лесли, Конрад Марка-Рели, Жорж Матийо, Джоан Мичъл, Джаксън Полък, Милтън Реник, Джо Стефанели, Джак Творков.